# Daljnovzhodno federalno okrožje
Daljnovzhodno federalno okrožje (rusko Дальневосто́чный федера́льный о́круг, latinizirano: Dalnevostočni federal'nij okrug) je federalno okrožje v Rusiji in s tem ena izmed upravnih enot najvišje ravni po federalni strukturi Rusije. Upravni sedež je v Vladivostoku, največje mesto pa je Habarovsk. Je največje, vendar najmanj poseljeno okrožje.

## Podenote
Federalno okrožje sestavlja enajst subjektov.
| Urals Federal District | Urals Federal District | Urals Federal District | Urals Federal District    | Urals Federal District | Urals Federal District | Urals Federal District  | Urals Federal District    |
| #                      | Zastava                | Grb                    | Federalni subjekt         | Površina v km2         | Prebivalstvo           | Upravno središče        | Zemljevid upravne delitve |
| ---------------------- | ---------------------- | ---------------------- | ------------------------- | ---------------------- | ---------------------- | ----------------------- | ------------------------- |
| 1                      |                        |                        | Amurska oblast            | 361.900                | 766.912                | Blagoveščensk           |                           |
| 2                      |                        |                        | Burjatija                 | 351.300                | 978.588                | Ulan-Ude                |                           |
| 3                      |                        |                        | Judovska avtonomna oblast | 36.300                 | 150.453                | Birobidžan              |                           |
| 4                      |                        |                        | Zabajkalski okraj         | 431.900                | 1.004.125              | Čita                    |                           |
| 5                      |                        |                        | Kamčatski okraj           | 464.300                | 291.705                | Petropavlovsk-Kamčatski |                           |
| 6                      |                        |                        | Magadanska oblast         | 462.500                | 136.085                | Magadan                 |                           |
| 7                      |                        |                        | Primorski okraj           | 164.700                | 1.845.165              | Vladivostok             |                           |
| 8                      |                        |                        | Jakutija                  | 3.083.500              | 995.686                | Jakutsk                 |                           |
| 9                      |                        |                        | Sahalinska oblast         | 87.100                 | 466.609                | Južno-Sahalinsk         |                           |
| 10                     |                        |                        | Habarovski okraj          | 787.600                | 1.292.944              | Habarovsk               |                           |
| 11                     |                        |                        | Čukotka                   | 721.500                | 47.490                 | Anadir                  |                           |